# 인권을 위한 올림픽 프로젝트
인권을 위한 올림픽 프로젝트(The Olympic Project for Human Rights 혹은 OPHR)은 사회학자 해리 에드워드와 몇몇 사람이 세운 조직으로 1967년 10월에는 토미 스미스도 참가했다. 이 조직은 미국과 다른 곳(남아프리카 공화국과 같은 곳)에서의 인종차별주의를 항의하는 단체로 스포츠에서는 인종차별이 없이 공정하게 진행되는 것이 목적이다. 토미 스미스는 이 프로젝트는 "모든 인종, 우리를 부정하는 사람까지."에 관한 인권과 관련된 것이라고 말했다. 이 조직의 회원들의 대부분은 미국의 흑인 선수거나 사회단체장이었다.
이 조직은 1968년 멕시코시티 올림픽 보이콧을 지지했다. 보이콧에 대한 관심을 끄는데 실패한 이 조직은 그 올림픽의 육상 200m 종목에서 1, 2, 3위를 기록한 토미 스미스, 오스트레일리아 선수인 피터 노먼, 존 카를로스가 시상식에서 OPHR 뱃지를 달고 섰으며 토미 스미스와 존 카를로스는 미국국가가 울려퍼지는 동안에 그들의 손을 뻗쳐올려서 블랙 파워 솔루트(black power salute, 흑인 차별 반대 행위)를 하기도 했다. IOC에서 이들을 선수촌에서 추방시키고 메달을 몰수하기도하고 미국 내에서의 반응은 싸늘했지만 OPHR은 피터 노먼과 같은 백인 선수나 하버드 대학교 조정팀에게 지지를 받았다.